# Местечко (округ Пухов)
Местечко (словац. Mestečko) — село, громада округу Пухов, Тренчинський край. Кадастрова площа громади — 5.42 км².
Населення 536 осіб (станом на 31 грудня 2020 року).

## Історія
Местечко згадується 1471 року.

## Населення
| Рік:            | 1994. | 2004.   | 2014.   | 2024.   |
| --------------- | ----- | ------- | ------- | ------- |
| Кількість осіб: | 520   | 506     | 527     | 488     |
| Різниця:        |       | -2,69 % | +4,15 % | -7,40 % |

| Рік:            | 2023. | 2024.   |
| --------------- | ----- | ------- |
| Кількість осіб: | 494   | 488     |
| Різниця:        |       | -1,21 % |